# Playing House (filme de 2006)
Playing House (Brasil: De Repente Grávida ) é um telefilme de comédia canadense de 2006 que foi originalmente exibido na CTV no Canadá. Foi produzido pela Blueprint Entertainment. O filme é baseado no livro homônimo de Patricia Pearson. 

## Sinopse
Frannie e Calvin, um casal de quase 20 anos em Manhattan, namoravam há alguns meses quando Frannie descobre que está grávida. Calvin sai em turnê com sua banda antes de Frannie encontrar coragem para contar a ele sobre a gravidez. Frannie vai para casa visitar seus pais nos arredores de Toronto, onde sua mãe a convence a contar a Calvin, embora o sinal do celular esteja fraco e distorcido e ela acredite que ele desligou na cara dela. No caminho de volta para Nova York, um guarda de fronteira recusa a entrada de Frannie nos EUA porque seu visto expirou. Quando ela diz que tem seu apartamento e emprego em Nova York, ela não recebe simpatia. Ela então confessa estar grávida na esperança de obter alguma compreensão com a guarda de fronteira. O guarda de fronteira, então, a impede de entrar nos EUA por 12 meses. Frannie é forçada a fazer seu trabalho como editora de revista na casa de seus pais. Calvin aparece um pouco mais tarde na casa dos pais de Frannie. Calvin e Frannie logo percebem que não têm ideia de como cozinhar, cuidar da casa ou criar um filho e seu relacionamento se deteriora. Michael Tate, um escritor famoso, se oferece para ajudar Frannie a reintegrar seu visto devido às dificuldades de ter Frannie trabalhando remotamente como sua editora. Frannie volta para Manhattan e começa a desenvolver um relacionamento com Michael. No final, Frannie percebe que o glamour e romance que Michael tem a oferecer não é o que ela deseja e ela procura Calvin, que voltou a Nova York e sua banda de jazz experimental que incorpora 'instrumentos encontrados'. 

## Elenco
- Joanne Kelly como Frannie McKenzie
  - Nina Dobrev como jovem Frannie McKenzie
- Lucas Bryant como Calvin Puddie
- Colin Ferguson como Michael Tate
- Michael Murphy como Hubbard
- Rosemary Dunsmore como Madeline
- Kristin Lehman como Marina

## Mídia doméstica
Playing House foi lançado em DVD na Austrália (Região 4) em PAL widescreen 1,78: 1 com uma trilha de áudio Dolby Digital 2.0. É classificado como PG para referências sexuais moderadas e linguagem grosseira moderada pelos padrões de classificação australianos. Playing House também foi lançado em DVD na África do Sul.
Em 26 de abril de 2011, Playing House foi lançado no DVD da Região 1 nos EUA pela A&E Home Video sob seu selo Lifetime. 